# Lasioserica bumthangana
Lasioserica bumthangana är en skalbaggsart som beskrevs av Ahrens 1999. Lasioserica bumthangana ingår i släktet Lasioserica och familjen Melolonthidae. Inga underarter finns listade i Catalogue of Life.